# Abierto Mexicano de Tenis 2013
El Abierto Mexicano Telcel 2013 es un evento de tenis ATP 500 en su rama masculina y WTA International Tournaments en la femenina. Se disputa en el Puerto de Acapulco, Guerrero,  (México), en el complejo Fairmont Acapulco Princess y en cancha de tierra bátida al aire libre, siendo parte de un conjunto de eventos que hacen de antesala al Masters de Indian Wells 2013, entre el 25 de febrero del 2013 y el 3 de marzo de 2013 en los cuadros principales masculinos y femeninos, la etapa de clasificación se disputó desde el 22 de febrero.

## Cabezas de serie

### Individuales masculinos
| Tenista            | Ranking | Preclasificado |
| David Ferrer       | 4       | 1              |
| Rafael Nadal       | 5       | 2              |
| Nicolás Almagro    | 11      | 3              |
| Stanislas Wawrinka | 17      | 4              |
| Jürgen Melzer      | 27      | 5              |
| Thomaz Bellucci    | 38      | 6              |
| Benoît Paire       | 39      | 7              |
| Horacio Zeballos   | 41      | 8              |

### Dobles masculinos
| Tenista                          | Ranking | Preclasificada |
| Alexander Peya Bruno Soares      | 42      | 1              |
| David Marrero Fernando Verdasco  | 45      | 2              |
| Santiago González Scott Lipsky   | 66      | 3              |
| Jürgen Melzer Philipp Petzschner | 76      | 4              |

### Individuales femeninos
| Tenista                | Ranking | Preclasificada |
| Sara Errani            | 7       | 1              |
| Carla Suárez Navarro   | 28      | 2              |
| Alizé Cornet           | 36      | 3              |
| Irina-Camelia Begu     | 45      | 4              |
| Kiki Bertens           | 47      | 5              |
| Francesca Schiavone    | 60      | 6              |
| Lourdes Domínguez Lino | 54      | 7              |
| Romina Oprandi         | 57      | 8              |

### Dobles femeninos
| Tenistas                                       | Ranking | Preclasificada |
| Mandy Minella Megan Moulton-Levy               | 144     | 1              |
| Eva Birnerová Renata Voráčová                  | 146     | 2              |
| Inés Ferrer Suárez María José Martínez Sánchez | 164     | 3              |
| Lourdes Domínguez Lino Arantxa Parra Santonja  | 174     | 4              |

## Campeones

### Individuales masculinos
Rafael Nadal venció a  David Ferrer por 6-0, 6-2

### Individuales femeninos
Sara Errani venció a  Carla Suárez Navarro 6-0, 6-4

### Dobles masculinos
Łukasz Kubot /  David Marrero vencieron a  Simone Bolelli /  Fabio Fognini por 7-5, 6-2

### Dobles femenino
Lourdes Domínguez Lino /  Arantxa Parra Santonja vencieron a  Catalina Castaño /  Mariana Duque Mariño por 6-4, 7-6(1)